# 维多利亚·比安科
维多利亚·比安科（義大利語：Vittoria Bianco，1995年10月7日—），意大利女子游泳运动员。她曾代表意大利参加2020年夏季残疾人奥林匹克运动会游泳比赛，获得女子4×100米自由泳接力34分金牌。